# Sindicato Español Universitario
Pour les articles homonymes, voir SEU.

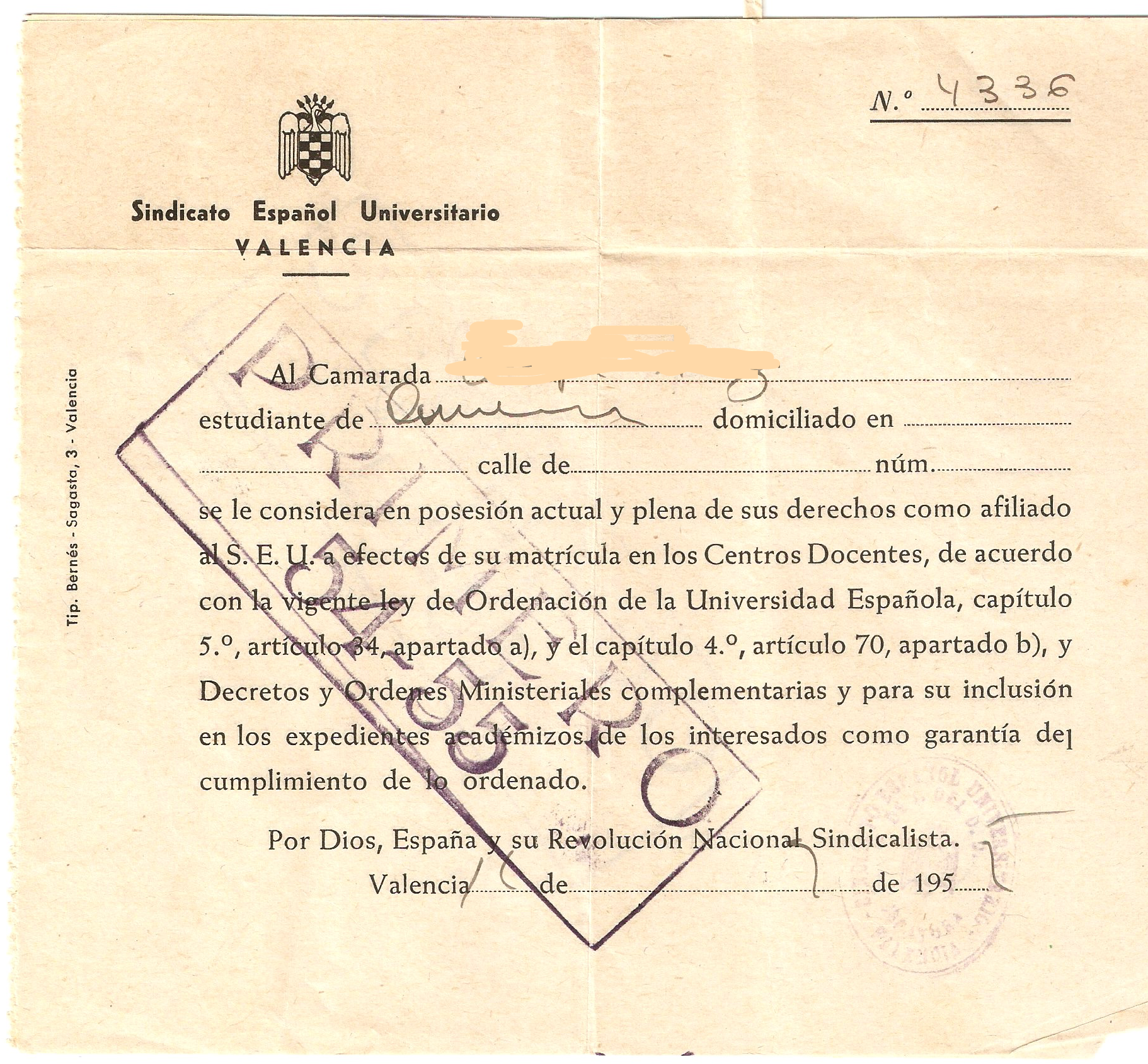
Bulletin d'adhésion au SEU datant de 1954. Pour être étudiant, l'adhésion était obligatoire.

Le Sindicato Español Universitario (SEU, « Syndicat espagnol universitaire ») est un syndicat étudiant corporatiste, inspirés de ceux liés aux partis fascistes d'Italie et de Roumanie, créé en Espagne durant la Seconde République par la Phalange sous l'impulsion de son leader José Antonio Primo de Rivera.
Il naît dans le but d'écraser la Federación Universitaria Escolar (FUE, « Fédération universitaire scolaire ») alors majoritaire et d'introduire la propagande phalangiste dans les milieux universitaires.
À la fin de la Guerre civile en 1939 il est proclamé seule organisation étudiante licite par le régime franquiste. Bien que tous les étudiants soient formellement obligés d'en être membres, il ne réussit cependant jamais à s'implanter de façon notable dans les universités du pays et, vers le milieu des années 1960, les étudiants démocrates commencent à s'organiser de façon autonome dans des organisations clandestines, notamment en Catalogne et au Pays valencien,. En 1965, il est pratiquement démantelé par le régime à la suite de son infiltration par un groupe clandestin anti-franquiste, la Fédération démocratique universitaire espagnole, qui avait réussi à obtenir des représentants dans la plupart des conseils d’université.
Il disparaît alors de la vie universitaire et est réorganisé en 1977 au sein du parti phalangiste. Les scissions postérieures donnent lieu à divers regroupement qui se revendiquent encore du syndicat historique.